# حب الحلوى (رواية)
حب الحلوى (بالإنجليزية: Sweet Tooth)‏ هي رواية للكاتب البريطاني إيان ماك إيوان، نشرت في 21 أغسطس 2012. 

## القصة
تدور حول خبرات الشخصية الرئيسية سيرينا فروم خلال أوائل السبعينات من القرن العشرين. فبعد تخرجها يجندها المكتب الخامس الأم آي فايف، وتعمل في برنامج لمحاربة الشيوعية عن طريق التسلل إلى عالم المثقفين. وحين تقع في حب الشخص المستهدف، تتطور الأحداث.